# کوکی ساتو
کوکی ساتو (انگلیسی: Kouki Sato؛ زادهٔ ۳ سپتامبر ۱۹۹۶) بازیکن فوتبال اهل ژاپن است.